# William Fitzgerald
William Hope Fitzgerald (Middletown, 1872 – Middletown, 21 ottobre 1942) è stato un chirurgo statunitense considerato il fondatore della terapia a zone.

## Biografia
Si laureò all'università del Vermont e lavorò in importanti ospedali sia a Londra che a Vienna.
Cominciò gli studi sulla riflessologia quasi per caso, quando si rese conto che, durante gli interventi che praticava alla gola e al naso, alcuni pazienti provavano dolore e altri no. In questo modo scoprì che i pazienti che non provavano dolore si praticavano pressioni in punti specifici delle mani durante gli interventi.
Lo scopo di tali studi era quello di praticare delle pratiche mediche senza l'ausilio di oppiacei.
Nel 1910 arrivo a tracciare una mappa del corpo umano attraversato da dieci meridiani verticali che partivano dalla testa e arrivavano ai piedi e dividevano il corpo in dieci parti uguali. Queste parti e gli organi poi trovavano i corrispondenti punti di riflessi nelle mani e nei piedi.
Nel 1913 comunicò le sue scoperte ai colleghi dentisti che le utilizzarono la tecnica di pressione per operare senza anestetici.